# Šarlota Pruská (1798–1860)
Šarlota Pruská, plným jménem německy Friederike Luise Charlotte Wilhelmine von Preußen (13. července 1798 zámek Charlottenburg u Berlína – 1. listopadu 1860 Carské Selo), byla rodem pruská princezna a od roku 1825 jako manželka cara Mikuláše I. ruská carevna, známá pod jménem Alexandra Fjodorovna, které přijala po sňatku.

## Život
Šarlota se narodila jako třetí dítě/první dcera z devíti potomků pruského krále Fridricha Viléma III. a jeho ženy Luisy Meklenbursko-Střelické. Dětství a mládí prožila se svou rodinou.
Její dětství bylo poznamenáno napoleonskými válkami. Po porážce pruských jednotek v bitvách u Jeny a Auerstedtu v listopadu roku 1806 byla královská rodina nucena opustit sídelní město a uchýlila se v prosinci téhož roku do Východního Pruska, kde ji vzal pod svou ochranu ruský car Alexandr I. – po pádu Berlína a jeho obsazení napoleonskými vojsky se rodina usadila v Klajpedě (Memelu).
Když bylo Šarlotě dvanáct let, zemřela její milovaná matka († 19. července 1810). Jako nejstarší dcera byla nyní první dámou dvora a musela plnit odpovídající reprezentativní úkoly a povinnosti.
V šestnácti letech poznala mladšího bratra cara Alexandra I. Mikuláše, pozdějšího následníka trůnu a od roku 1825 cara. Ten při své cestě po Evropě navštívil se svým mladším bratrem Michailem na podzim roku 1814 i dvůr Fridricha Viléma III.; mezi oběma panovnickými rodinami došlo k jednáním o možném sňatku Šarloty a Mikuláše. Při další návštěvě příštího roku se oba mladí lidé do sebe zamilovali. Ke sňatku však došlo až za další dva roky. Snoubenci byli bratranec a sestřenice z třetího kolena – oba byli prapravnoučata pruského krále Fridricha Viléma I.

### V Rusku
Do Ruska přijela Šarlota v doprovodu svého bratra prince Viléma 9. června roku 1817. Svatební ceremonie se započaly přesně na její devatenácté narozeniny, 13. července (1. července podle Juliánského kalendáře, v té době v Rusku užívaného), a trvaly 13 dní. Aby se Šarlota mohla za Mikuláše provdat, musela přijmout pravoslaví a při křtu přijala jméno Alexandra Fjodorovna. Zpočátku měla Alexandra problémy s adaptací na ruském dvoře, její konverze byla vynucená. Byla v dobrých vztazích se svou tchyní Marií Fjodorovnou, vztahy se švagrovou, ženou Mikulášova staršího bratra cara Alexandra I. carevnou Jelizavetou Alexejevnou, však již tak dobré nebyly.
Princezna byla vysoká a štíhlá, její relativně malá hlava nesla tvář s jemnými rysy a modrýma očima. Už jako dítě si za svůj symbol zvolila bílou růži, v rodinném kruhu měla přezdívku „Blanche-Fleur“ podle hrdinky románu Friedricha de la Motte Fouqué, jenž patřil k její nejoblíbenější četbě. Byla vůbec horlivou čtenářkou, milovala i hudbu a tanec. Současníci ji označovali jako přátelskou, skromou, inteligentní a přímou. Měla důstojné vystupování a lehký krok, byla nicméně slabé konstituce. Oblékala se elegantně, s oblibou do světlých barev, nosila ráda drahé šperky a ráda se účastnila velkých plesů a podobných dvorských akcí.
Její manžel nedával Šarlotě mnoho prostoru k pěstování jejích osobních zálib, měla se podle něj věnovat smysluplným činnostem, jejím úkolem bylo v prvé řadě být manželkou a matkou. Přesto však se snažila zabývat se problémy Ruska a jeho obyvatel.

### Manželství a rodina
Bylo to jedno z nemnoha manželství v historii politicko-dynastických spojení, v němž panovala láska a vzájemná úcta. Z tohoto svazku se vzešlo jedenáct dětí, tři se však narodily mrtvé a jedno zemřelo v útlém věku:
- Alexandr II. (29. dubna 1818 – 13. března 1881), ruský car od roku 1855 až do své smrti,
⚭ 1841 Marie Alexandrovna (8. srpna 1824 – 3. června 1880)
⚭ 1880 Kateřina Michajlovna Dolgorukovová (14. listopadu 1847 – 15. února 1922), morganatické manželství

- Marie (18. srpna 1819 – 21. února 1876),
⚭ 1839 Maximilian de Beauharnais (2. října 1817 – 1. listopadu 1852), vévoda leuchtenberský
⚭ 1853 Grigorij Alexandrovič Stroganov (16. června 1824 – 13. března 1879), morganatické manželství

- Olga (11. září 1822 – 30. října 1892), ⚭ 1846 Karel I. Fridrich Alexandr (6. března 1823 – 6. října 1891), württemberský král od roku 1864 až do své smrti
- Alexandra (24. června 1825 – 10. srpna 1844), ⚭ 1844 Fridrich Vilém Hesensko-Kasselský (26. listopadu 1820 – 14. října 1884), lankrabě hesensko-kasselský
- Konstantin (21. září 1827 – 25. ledna 1892), ⚭ 1848 Alexandra Sasko-Altenburská (8. června 1830 – 6. července 1911)
- Nikolaj (27. července 1831 – 13. srpna 1891), ⚭ 1856 Alexandra Petrovna Oldenburská (2. června 1838 – 25. dubna 1900)
- Michail (25. října 1832 – 18. prosince 1909), ⚭ 1857 Cecílie Bádenská (20. září 1839 – 12. dubna 1891)

V roce 1820 po narození mrtvého dítěte (bylo to její třetí těhotenství v průběhu tří let) upadla do depresí. Na podzim tohoto roku ji vzal Alexandr do Berlína, aby se mohla setkat se svou rodinou a zůstali zde do léta roku 1821. Do Šarlotiny vlasti přijeli znovu v roce 1824, do Sankt Petěrburgu se na příkaz Alexandra I. vrátili v březnu roku 1825.
První léta v Rusku se Alexandra věnovala studiu ruského jazyka a zvykům země pod vedením básníka Vasilije Žukovského. Carská rodina ovšem mluvila německy a své dopisy psala francouzsky, v důsledku toho se Alexandra nikdy dobře rusky nenaučila.
Přes osm let, po dobu panování Alexandra I., žili Šarlota i její muž spokojeně a zřejmě neuvažovali o tom, že by jim mohl připadnout carský trůn. Car Alexandr však neměl děti a jeho následník, mladší bratr velkokníže Konstantin Pavlovič, se zřekl následnictví v roce 1823 (kvůli morganatickému sňatku s polskou hraběnkou Joannou Grudzińskou), takže novým následníkem – cesarevičem – se stal další bratr Mikuláš (Nikolaj). V roce 1825 dostala Alexandra od svého švagra darem palác v Peterhofu, kde ona i její muž žili šťastně již dříve, od počátku jejího pobytu v Rusku.

### Panování a závěr života
Alexandra nastoupila na trůn společně s manželem po smrti Alexandra I. (23. prosince 1825) koncem prosince roku 1825. V průběhu let Mikuláš nepřestal svou ženu milovat. Při požáru Zimního paláce v roce 1837 měl říci: „Ať shoří všechno, jen ne listy mé ženy, které mi psala během námluv!“ Teprve po 25 letech manželství si začal románek s jinou ženou. Jeho milenkou se stala Barbara Nelidovová, dvorní dáma carevny. Carevna nemohla již intimně s manželem žít, lékaři konstatovali její slabé zdraví a varovali před hrozbou infarktu. V roce 1845 Mikuláš plakal, když mu lékaři oznámili, že jeho žena musí jet do Palerma, aby tam své zdraví upevnila, a řekl: „Nechte mi moji ženu!“ Carevna byla slabého zdraví, často trpěla křečemi a vypadala starší svých čtyřiceti let.
Po manželově smrti splácela dluh za Alexandrův palác v Carském Selu. Udržovala dobré vztahy s bývalou manželovou milenkou. Zemřela v Carském Selu 1. listopadu 1860.

## Vývod z předků
|                |                                                            |  |                                           |                                                     |  |  |  |  |  |  |  | Fridrich Vilém I. |
|                |                                                            |  |                                           |                                                     |  |  |  |  |  |  |  |                   |
|                | August Vilém Pruský                                        |  |                                           |                                                     |  |  |  |  |  |  |  |                   |
|                |                                                            |  |                                           |                                                     |  |  |  |  |  |  |  |                   |
|                |                                                            |  |                                           | Žofie Dorotea Hannoverská                           |  |  |  |  |  |  |  |                   |
|                |                                                            |  |                                           |                                                     |  |  |  |  |  |  |  |                   |
|                | Fridrich Vilém II.                                         |  |                                           |                                                     |  |  |  |  |  |  |  |                   |
|                |                                                            |  |                                           |                                                     |  |  |  |  |  |  |  |                   |
|                |                                                            |  |                                           | Ferdinand Albert II. Brunšvicko-Wolfenbüttelský     |  |  |  |  |  |  |  |                   |
|                |                                                            |  |                                           |                                                     |  |  |  |  |  |  |  |                   |
|                | Luisa Amálie Brunšvicko-Wolfenbüttelská                    |  |                                           |                                                     |  |  |  |  |  |  |  |                   |
|                |                                                            |  |                                           |                                                     |  |  |  |  |  |  |  |                   |
|                |                                                            |  |                                           | Antonie Amálie Brunšvicko-Wolfenbüttelská           |  |  |  |  |  |  |  |                   |
|                |                                                            |  |                                           |                                                     |  |  |  |  |  |  |  |                   |
|                | Fridrich Vilém III.                                        |  |                                           |                                                     |  |  |  |  |  |  |  |                   |
|                |                                                            |  |                                           |                                                     |  |  |  |  |  |  |  |                   |
|                |                                                            |  |                                           | Ludvík VIII. Hesensko-Darmstadtský                  |  |  |  |  |  |  |  |                   |
|                |                                                            |  |                                           |                                                     |  |  |  |  |  |  |  |                   |
|                | Ludvík IX. Hesensko-Darmstadtský                           |  |                                           |                                                     |  |  |  |  |  |  |  |                   |
|                |                                                            |  |                                           |                                                     |  |  |  |  |  |  |  |                   |
|                |                                                            |  |                                           | Šarlota z Hanau-Lichtenbergu                        |  |  |  |  |  |  |  |                   |
|                |                                                            |  |                                           |                                                     |  |  |  |  |  |  |  |                   |
|                | Frederika Luisa Hesensko-Darmstadtská                      |  |                                           |                                                     |  |  |  |  |  |  |  |                   |
|                |                                                            |  |                                           |                                                     |  |  |  |  |  |  |  |                   |
|                |                                                            |  |                                           | Kristián III. Falcko-Zweibrückenský                 |  |  |  |  |  |  |  |                   |
|                |                                                            |  |                                           |                                                     |  |  |  |  |  |  |  |                   |
|                | Karolína Zweibrückenská                                    |  |                                           |                                                     |  |  |  |  |  |  |  |                   |
|                |                                                            |  |                                           |                                                     |  |  |  |  |  |  |  |                   |
|                |                                                            |  |                                           | Karolína Nasavsko-Saarbrückenská                    |  |  |  |  |  |  |  |                   |
|                |                                                            |  |                                           |                                                     |  |  |  |  |  |  |  |                   |
| Šarlota Pruská |                                                            |  |                                           |                                                     |  |  |  |  |  |  |  |                   |
|                |                                                            |  |                                           |                                                     |  |  |  |  |  |  |  |                   |
|                |                                                            |  | Adolf Fridrich II. Meklenbursko-Střelický |                                                     |  |  |  |  |  |  |  |                   |
|                |                                                            |  |                                           |                                                     |  |  |  |  |  |  |  |                   |
|                | Karel Ludvík Fridrich Meklenbursko-Střelický               |  |                                           |                                                     |  |  |  |  |  |  |  |                   |
|                |                                                            |  |                                           |                                                     |  |  |  |  |  |  |  |                   |
|                |                                                            |  |                                           | Kristýna Emília Schwarzburg-Sondershausen           |  |  |  |  |  |  |  |                   |
|                |                                                            |  |                                           |                                                     |  |  |  |  |  |  |  |                   |
|                | Karel II. Meklenbursko-Střelický                           |  |                                           |                                                     |  |  |  |  |  |  |  |                   |
|                |                                                            |  |                                           |                                                     |  |  |  |  |  |  |  |                   |
|                |                                                            |  |                                           | Arnošt Fridrich I. Sasko-Hildburghausenský          |  |  |  |  |  |  |  |                   |
|                |                                                            |  |                                           |                                                     |  |  |  |  |  |  |  |                   |
|                | Alžběta Sasko-Hildburghausenská                            |  |                                           |                                                     |  |  |  |  |  |  |  |                   |
|                |                                                            |  |                                           |                                                     |  |  |  |  |  |  |  |                   |
|                |                                                            |  |                                           | Žofie Albertina z Erbachu                           |  |  |  |  |  |  |  |                   |
|                |                                                            |  |                                           |                                                     |  |  |  |  |  |  |  |                   |
|                | Luisa Meklenbursko-Střelická                               |  |                                           |                                                     |  |  |  |  |  |  |  |                   |
|                |                                                            |  |                                           |                                                     |  |  |  |  |  |  |  |                   |
|                |                                                            |  |                                           | Ludvík VIII. Hesensko-Darmstadtský                  |  |  |  |  |  |  |  |                   |
|                |                                                            |  |                                           |                                                     |  |  |  |  |  |  |  |                   |
|                | Jiří Vilém Hesensko-Darmstadtský                           |  |                                           |                                                     |  |  |  |  |  |  |  |                   |
|                |                                                            |  |                                           |                                                     |  |  |  |  |  |  |  |                   |
|                |                                                            |  |                                           | Šarlota z Hanau-Lichtenbergu                        |  |  |  |  |  |  |  |                   |
|                |                                                            |  |                                           |                                                     |  |  |  |  |  |  |  |                   |
|                | Frederika Hesensko-Darmstadtská                            |  |                                           |                                                     |  |  |  |  |  |  |  |                   |
|                |                                                            |  |                                           |                                                     |  |  |  |  |  |  |  |                   |
|                |                                                            |  |                                           | Kristián Karel Leiningensko-Dagsbursko-Falkenburský |  |  |  |  |  |  |  |                   |
|                |                                                            |  |                                           |                                                     |  |  |  |  |  |  |  |                   |
|                | Marie Luisa Albertina Leiningensko-Falkenbursko-Dagsburská |  |                                           |                                                     |  |  |  |  |  |  |  |                   |
|                |                                                            |  |                                           |                                                     |  |  |  |  |  |  |  |                   |
|                |                                                            |  |                                           | Kateřina Polyxena ze Solms-Rödelheim                |  |  |  |  |  |  |  |                   |
|                |                                                            |  |                                           |                                                     |  |  |  |  |  |  |  |                   |

## Galerie

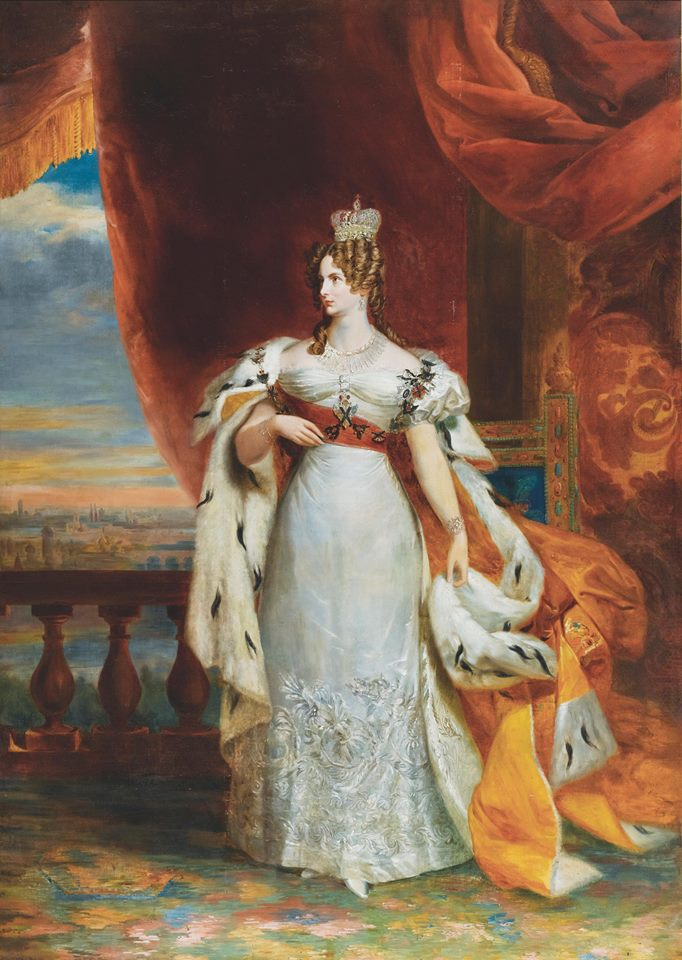
Portrét carevny Alexandry Fjodorovny, 1826
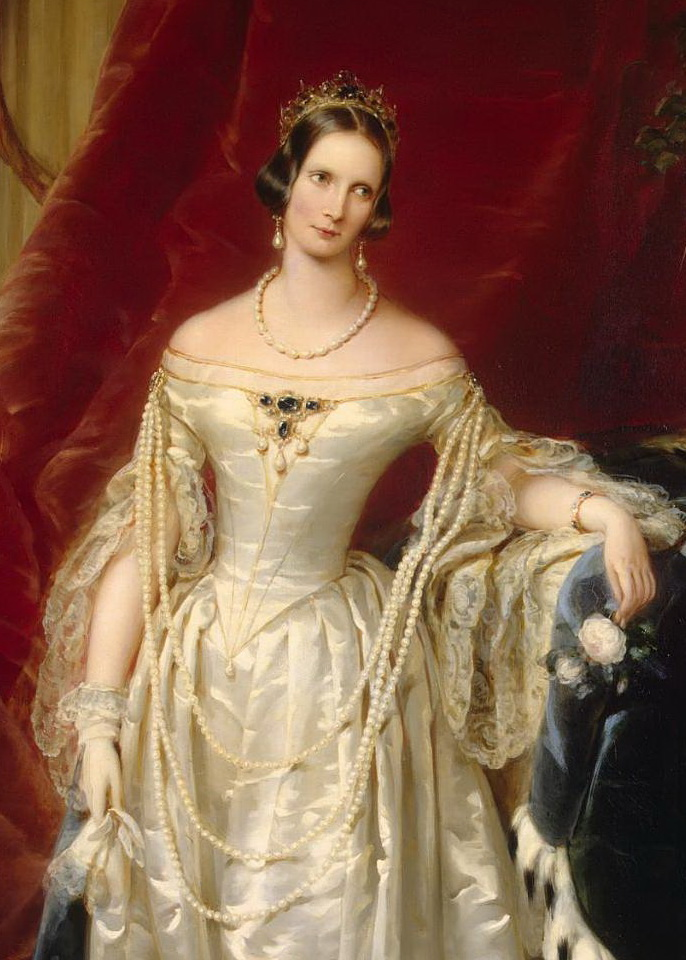
Portrét carevny Alexandry Fjodorovny z roku 1840
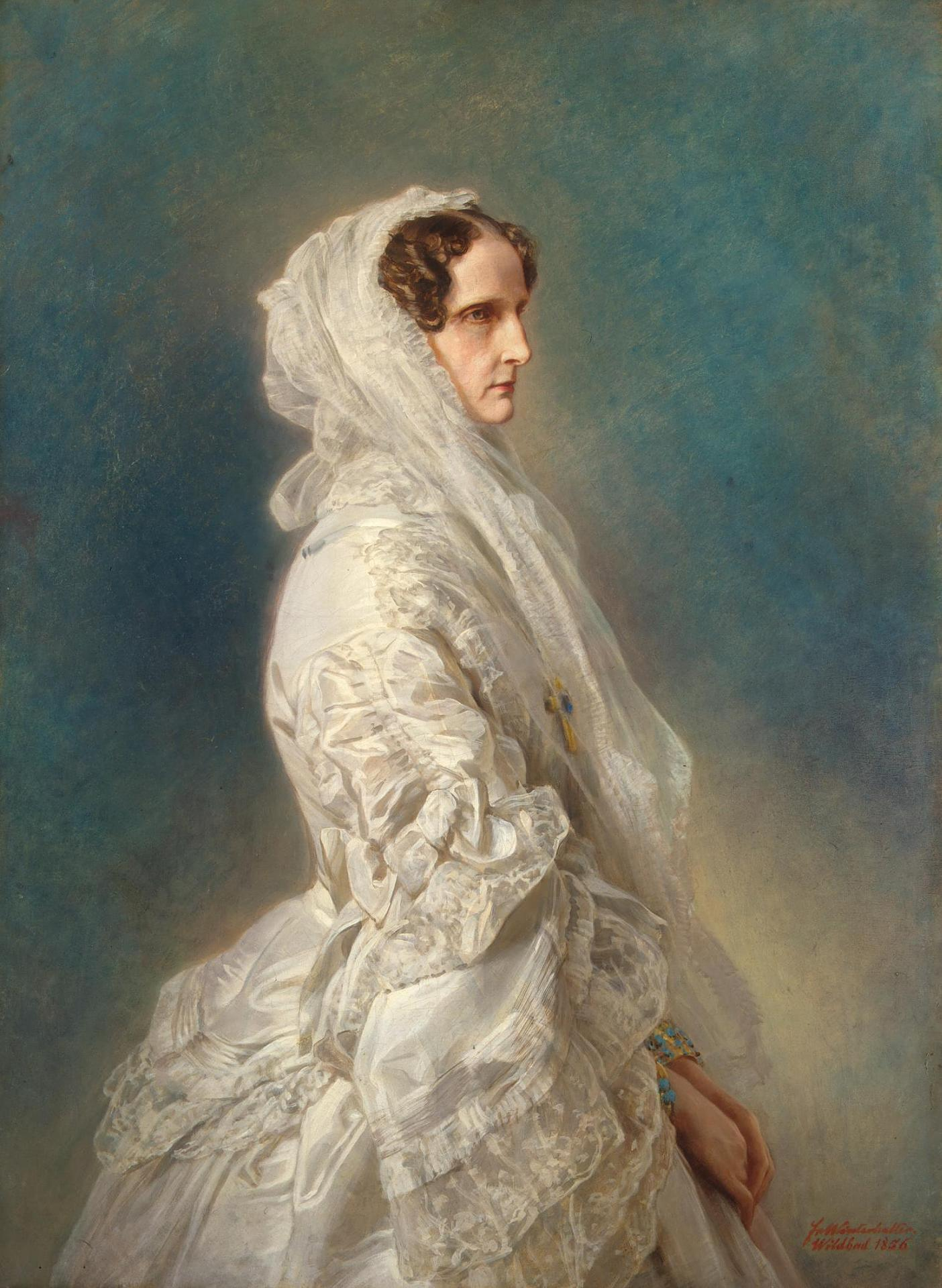
Šarlota Pruská na portrétu od Franze Winterhaltera z roku 1856
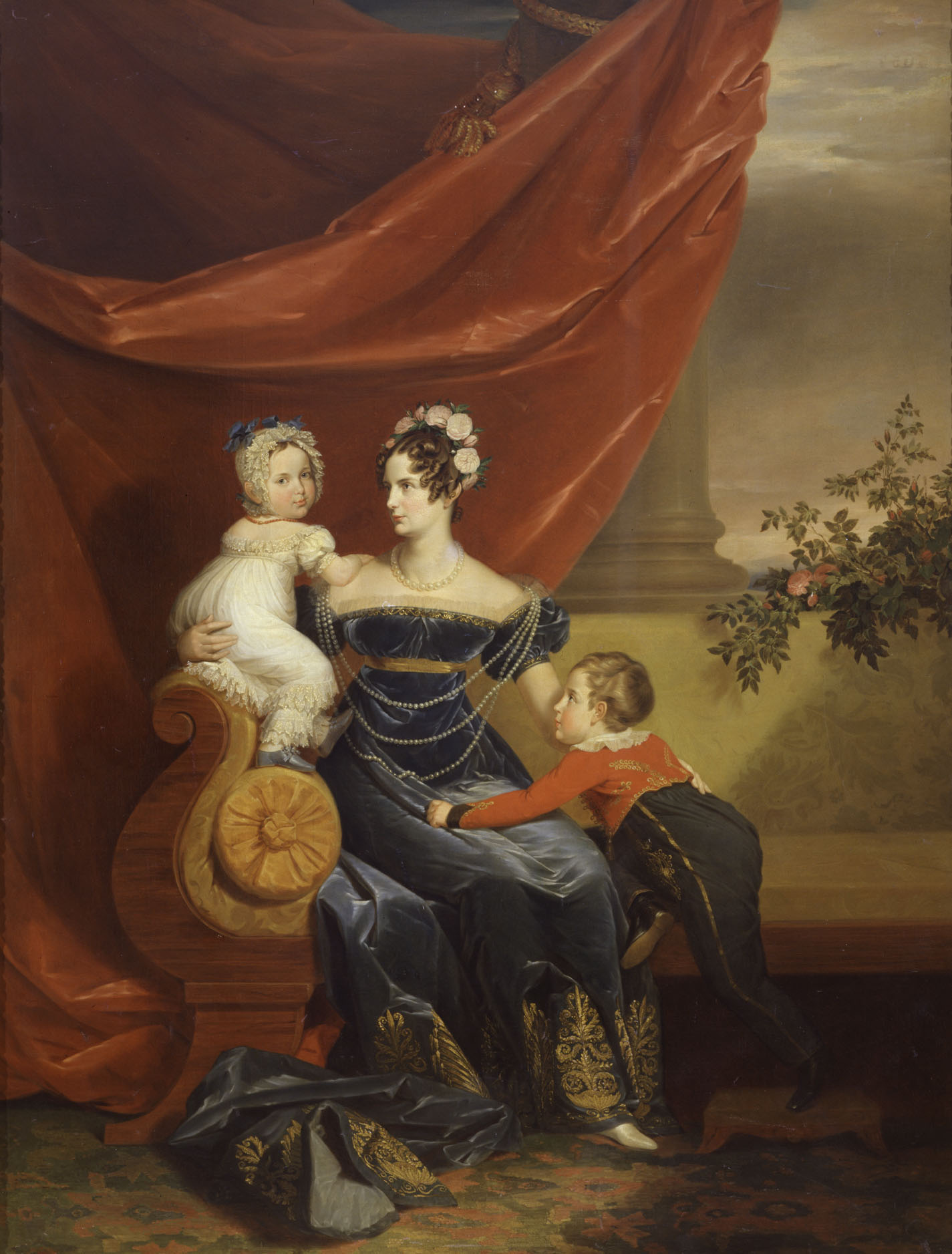
Alexandra Fjodorovna se svými dětmi